# 米哈伊洛夫斯科耶农村居民点
米哈伊洛夫斯科耶农村居民点（俄语：Сельское поселение Михайловское）是俄罗斯联邦沃洛格达州哈罗夫斯克区所属的一个农村居民点。其下辖有26个居民点，行政中心为米哈伊洛夫斯科耶。据2015年统计，该农村居民点的人口为285人。